# Jan Reker
Johannes Meinto Joseph Reker, meglio noto come Jan Reker (Eindhoven, 3 giugno 1948), è un dirigente sportivo e allenatore di calcio olandese.

## Palmarès

### Competizioni nazionali
- Campionato olandese: 1

PSV: 1985-1986